# Liste der Monuments historiques in Longueil-Sainte-Marie
Die Liste der Monuments historiques in Longueil-Sainte-Marie führt die Monuments historiques in der französischen Gemeinde Longueil-Sainte-Marie auf.

## Liste der Bauwerke
| Bezeichnung                             | Beschreibung              | Standort                          | Kennzeichnung | Schutzstatus | Datum | Bild |
| --------------------------------------- | ------------------------- | --------------------------------- | ------------- | ------------ | ----- | ---- |
| Portal eines Herrenhauses               | 1562                      | Place du Général-de-Gaulle (Lage) | PA00114731    | Inscrit      | 1949  |      |
| Site archéologique de la Butte de Rhuis | Archäologische Ausgrabung |                                   | PA00125664    | Inscrit      | 1993  |      |

## Liste der Objekte
- Monuments historiques (Objekte) in Longueil-Sainte-Marie in der Base Palissy des französischen Kultusministeriums